# Johan Sverkersson l'Ancien
Johan Sverkersson, surnommé dans l'historiographie « den äldre », c'est-à-dire « l'ancien » pour le distinguer de son homonyme le roi Johan Sverkersson, est prince royal suédois de la maison de Sverker que les poètes islandais Einar Skúlason et Halldor skvaldre nomment le « Jarl Jon » et qui est mort entre 1153 et 1154.

## Hypothèses et postérité
Johan est le fils aîné du roi Sverker l'Ancien et la reine Ulvhild Håkansdotter, il est également nommé le « Junker » Jon En 1152, au cours d'une expédition au Danemark il enlève une noble Inga Eriksdatter, épouse de Karl le gouverneur du Halland et sa sœur Aase Eriksdatter, dont il fait ses maîtresses mais qu'il doit libérer devant la désapprobation de son père et du peuple. Le roi danois Sven Erikssen estimant néanmoins l'honneur national bafoué, entreprend une invasion du royaume de Suède, malgré les propositions de paix du roi Sverker et la disparition du prince Johan qui est battu à mort dans le Småland lors d'un Thing par des paysans furieux.
À la fin du XIIe siècle, Saxo Grammaticus l'évoque sans lui donner de titre dans son pamphlet contre son beau-frère le prétendant danois Knut Magnussen. D'après une généalogie médiévale d'Olaus Petri Johan est le père des deux prétendants au trône Kol de Suède et Burislev de Suède et d'un autre fils nommé Ubbe (c'est-à-dire Ulf) Les deux premiers sont parfois considérés comme les fils de Sverker notamment lorsque dans une déclaration le  roi Valdemar Sejrs évoque en 1231 « Bulizlaws » comme un fils de Sverker.
L'hypothèse que Johan est leur père est soutenue par Adolf Schück  Lars O. Lagerqvist  et Nils Åberg. L'identité de l'épouse de Johan est inconnue. Selon d'anciens auteurs Johan Sverkersson devrait également être le père d'un fils Knut, né vers 1152 et mort jeune  et une fille du nom inconnu, peut-être Cécile de Suède qui épouse le roi Knut Eriksson. Selon une source de XVIIe siècle, Johann est également le père d'un fils nommé Alf, mort jeune et, comme Burislev inhumé dans l'abbaye de Vreta.